# Arrigo Morselli

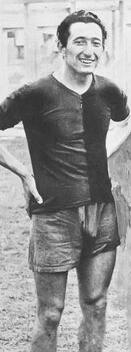
Arrigo Morselli

Arrigo Morselli (* 5. Juni 1911 in Modena; † 16. Oktober 1977) war ein italienischer Fußballspieler und -trainer. Er spielte auf der Position des Mittelstürmers.
Zur Saison 1933/34 wechselte Arrigo Morselli vom FC Modena zum damaligen Serie A Verein AC Fiorentina. Hier blieb Morselli bis zur Saison 1937/38, als er zum CFC Genua wechselte, jedoch blieb er nur zwei Saisons in Genua und kehrte bereits zur Saison 1939/40 wieder zur Fiorentina zurück. In dieser Saison gewann er mit der AC Fiorentina die Coppa Italia. Auf die Saison 1940/41 wechselte Morselli dann zum AC Mailand.
Nach seiner Spielerlaufbahn agierte er als Trainer. Erste bedeutendere Station war in der Saison 1951–52 beim in der Nähe von Mailand beheimateten Drittligisten ASD Vigevano Calcio 1921. Zur Saison 1953–54 wurde er vom Erstligisten AC Mailand – damals mit den schwedischen Stars Gunnar Nordahl und Nils Liedholm besetzt – verpflichtet. Dort wurde er, auf dem fünften Rang liegend, nach dem neunten Spieltag durch Béla Guttmann ersetzt, unter dem die Mannschaft die Saison als Dritter abschloss. Von 1954 bis 1956 betreute er die am Südostzipfel des Comer Sees beheimatete Mannschaft von Calcio Lecco 1912. In jener Zeit wurde die Mannschaft Vierter und Fünfter der Serie C.

## Vereine
Spieler
- bis 1933: FC Modena
- 1933 bis 1937: AC Florenz (Serie A 1933/34–1937/38 70 Spiele – 7 Tore; Coppa Italia 1938/39–1941/42 2 Spiele – 0 Tore)
- 1937 bis 1939: CFC Genua (Serie A 1937/1938–1939/40)
- 1939 bis 1940: AC Florenz (Serie A 1939/40–1940/41 28 Spiele – 6 Tore; Coppa Italia 1939/40–1940/41 6 Spiele – 0 Tore)
- 1940 bis 1941: AC Mailand (Serie A 1940/41)

Zusammenfassung:
- Serie A: 98 Spiele – 13 Tore
- Coppa Italia: 8 Spiele – 0 Tore

Total: 106 Spiele – 13 Tore
Trainer
- 1949–1950: AC Villasanta
- 1951–1952: ASD Vigevano Calcio 1921
- 1953: AC Mailand
- 1954–1956: Calcio Lecco 1912

## Erfolge
- Coppa Italia: 1939/40